# 密歇根城 (印第安納州)
密歇根城（英語：Michigan City）是一個位於美國印地安納州拉波特縣的城市。

## 人口
根據2010年美國人口普查的數據，密歇根城的面積為53.33平方千米，當中陸地面積為52.85平方千米，而水域面積為0.48平方千米。當地共有人口31,479人，而人口密度為每平方千米590.27人。